# Trhypochthonius japonicus
Trhypochthonius japonicus är en kvalsterart som beskrevs av Aoki 1970. Trhypochthonius japonicus ingår i släktet Trhypochthonius och familjen Trhypochthoniidae. Inga underarter finns listade i Catalogue of Life.